# Ullerslev
Ullerslev är en tätort i Nyborgs kommun i Region Syddanmark i Danmark. Tätorten har 2 609 invånare (2024). Den ligger på Fyn, cirka 10 kilometer nordväst om Nyborg. Ullerslev var centralort i Ullerslevs kommun fram till kommunreformen 2007.